# Yeruham
Yeruham (en hebreo: ירוחם) es un concejo local ubicado en el Distrito Meridional de Israel. Se encuentra en la parte más septentrional del desierto del Néguev, cerca de Dimona.
Yeruham se fundó en 1951, con el nombre de Kfar Yeruham, cerca de los restos de un poblado del siglo X llamado Tel Ramah, que se encuentran al oeste de la localidad moderna. Ya desde el comienzo obtuvo el estatus de ciudad en desarrollo, y tenía que servir para alojar los trabajadores de la industria de los fosfatos, la mayoría inmigrantes procedentes de Rumanía, del norte de África y de Irak. 
A pesar de que la ciudad disfrutó de la protección gubernamental, y de que entre 1990 y el año 2002 llegaron dos mil nuevos inmigrantes (olim jadashim), la ciudad creció muy lentamente, y está considerada como un ejemplo de la quiebra del proyecto de poblar el desierto del Néguev. Actualmente, la mayoría de las ciudades en desarrollo sufren desempleo, fracaso escolar, y un alto índice de criminalidad. 
En este caso, la quiebra y los errores se atribuyen al anterior alcalde Baruj Elmekies, quien gobernó durante dos legislaturas, puesto que malgastó los fondos públicos sin ningún control. Por otra parte, este alcalde fue quien dio una personalidad propia a la ciudad. Yeruham tiene un lago artificial en su centro urbano. Hasta noviembre  del año 2010, el alcalde de Yeruham era Amram Mitzna, y este fue sucedido por Michael Biton del partido político Kadima.